# Przysięga Hipokratesa
Przysięga Hipokratesa – przysięga składana przez lekarzy w starożytności, zawierająca podstawy dzisiejszej etyki lekarskiej. Wbrew powszechnej opinii jej autorem nie był sam Hipokrates, lecz jego uczniowie, należący do kręgu pitagorejczyków (stąd między innymi niechęć do leczenia operacyjnego), zaś samo sformułowanie podstawowych zasad etycznych zawodu lekarza przypisuje się Imhotepowi.
Po zbrodniach dokonanych przez lekarzy niemieckich i japońskich podczas II wojny światowej, Światowa Organizacja Lekarzy podczas swojego zjazdu w Genewie w 1948 r. opracowała nowożytną wersję przysięgi – deklarację genewską, zmienianą następnie w latach 1968, 1983, 1994 i 2005.
W Polsce obowiązuje obecnie Przyrzeczenie Lekarskie, stanowiące część Kodeksu Etyki Lekarskiej, uchwalonego przez Krajowy Zjazd Lekarzy oraz Przyrzeczenie Lekarza Weterynarii, tekst będący integralną częścią Kodeksu Etyki Lekarza Weterynarii, nawiązujące treścią do deklaracji genewskiej.

## Historia

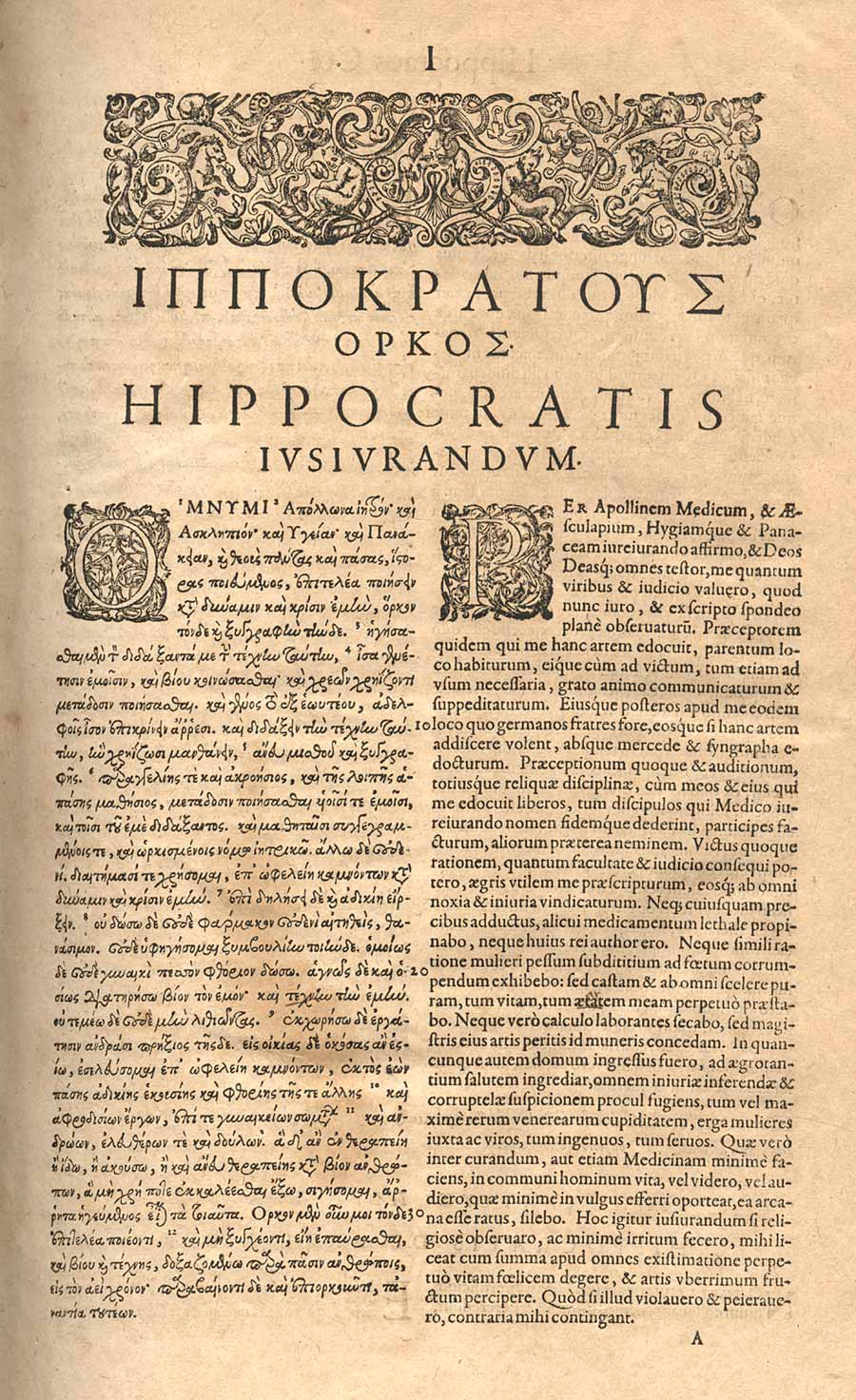
Dwujęzyczny (grecki i łaciński) tekst przysięgi Hipokratesa opublikowany we Frankfurcie w 1595

Wśród licznych papirusów z pismami o treści medycznej znalezionych w Oksyrynchos, świadczących być może o tradycji edukacji medycznej w tym mieście Górnego Egiptu, znaleziono papirus 4970 – rzadkie świadectwo edukacyjnego wykorzystania przysięgi Hipokratesa w starożytności.
Oryginalny tekst Przysięgi Hipokratesa w tłumaczeniu:

Przysięgam Apollinowi lekarzowi i Asklepiosowi, i Hygei, i Panakei oraz wszystkim bogom jak też boginiom, biorąc ich za świadków, że wedle swoich sił i osądu [sumienia] przysięgi tej i tej pisemnej umowy dotrzymam.
Swego przyszłego nauczyciela w sztuce (lekarskiej) na równi z własnymi rodzicami szanował będę i dzielił będę z nim życie, i wesprę go, gdy się znajdzie w potrzebie; jego potomków miał będę za braci w linii męskiej i sztuki tej uczył ich będę, gdy zechcą się uczyć, bez zapłaty i pisemnej umowy; na piśmie jak też ustnie wiedzę całą i doświadczenie swoim własnym synom i synom tego, który uczył mnie będzie, jak też przekażę uczniom, którzy umowę tę podpisali i przysięgą tą, jako prawem lekarskim, się  związali, lecz nikomu więcej.
Zdrowy tryb życia i sposób odżywiania zalecał będę wedle swoich sił i osądu, mając na względzie pożytek cierpiących, chroniąc ich zaś przed szkodą i krzywdą.
Nikomu, nawet na żądanie, nie podam śmiercionośnej trucizny, ani nikomu nie będę jej doradzał, podobnie też nie dam nigdy niewieście środka na poronienie. W czystości i niewinności zachowam życie swoje i sztukę swoją.
Nigdy nikomu nie usunę kamieni moczowych przez cięcie (pęcherza), lecz odeślę każdego do ludzi, którzy z zajęciem tym są obeznani.
Do któregokolwiek z domów wnijdę, wejdę dla pożytku cierpiących; obcy mi będzie rozmyślny występek, jak też każda inna nieprawość, zwłaszcza czyny lubieżne na ciałach kobiet i mężczyzn, nie tylko wolnych, lecz i niewolników.
Cokolwiek przy leczeniu albo też poza leczeniem w życiu ludzi ujrzę lub usłyszę, czego ujawniać nie można, milczał o tym będę, za świętą tajemnicę to mając.
Jeżeli więc tej swojej przysięgi dochowam i jej nie naruszę, niech zyskam powodzenie i w życiu, i w sztuce, i sławę u wszystkich ludzi po wsze czasy; jeżeli zaś ją złamię i się jej sprzeniewierzę, niech mnie wszystko przeciwne dotknie.